# Вишняков, Иван Яковлевич
Ива́н Я́ковлевич Вишняко́в (1699, Москва — 8 августа 1761, Санкт-Петербург) — русский живописец и иконописец, портретист, монументалист, декоратор, один из представителей светского портрета в стиле рококо.

## Биография и творчество
И. Я. Вишняков родился в 1699 году Москве в семье ремесленников. В пятнадцатилетнем возрасте Вишняков отправляется в Петербург. В 1727—1731 годах И. Я. Вишняков работал под руководством Луи Каравака, который аттестовал его как «искусного в писании фигур» художника. Вишняков также стал осваивать основы живописного мастерства, знакомится с традициями русского изобразительного искусства допетровской эпохи, с образцами европейской живописи в стиле барокко и рококо. Затем с 1731 года он был в подмастерьях у Андрея Матвеева, пока в 1739 году не сменил его на посту руководителя живописной команды Канцелярии от строений. В 1740 году получил чин надворного советника. С 1752 года — коллежский асессор.
Под его наблюдением украшались росписями многие дворцы Петербурга и его пригородов, церкви, триумфальные ворота. И. Я. Вишняков и работавшие под его руководством ученики (наиболее известны А. П. Антропов, И. И. и А. И. Бельские, И. И. Вишняков, И. Скородумов, И. Фирсов и др.) расписывали Зимний и Петергофский, частично Летний и Аничков дворцы, церковь Зимнего дворца и некоторые другие здания.
И. Я. Вишняков писал также портреты и иконы, реставрировал картины, производил экспертизу произведений русских и иностранных мастеров (в том числе Ж. Б. Лепренса и С. Торелли).
Среди наиболее известных работ И. Я. Вишнякова — портреты Сарры Элеоноры и Вильгельма Георга Фермор (1750-е, Русский музей, Санкт-Петербург), портрет императрицы Елизаветы Петровны (1743, Третьяковская галерея, Москва). Несмотря на соблюдение условностей придворного искусства, застылость и плоскостность фигур, в них проявляется поэтичное и безыскусственное восприятие художником натуры.
Две единственные подписные работы И. Я. Вишнякова — портреты Николая Ивановича и Ксении Ивановны Тишининых (1755, Рыбинский музей-заповедник). Именно эти работы служат эталоном при атрибуции других его работ.
Имел 6 сыновей, из которых 4 (в том числе младший Александр) стали художниками; дочь Мария родилась 12 февраля 1753 года.
Иван Яковлевич Вишняков умер 8 августа 1761 года.

## Иллюстрации

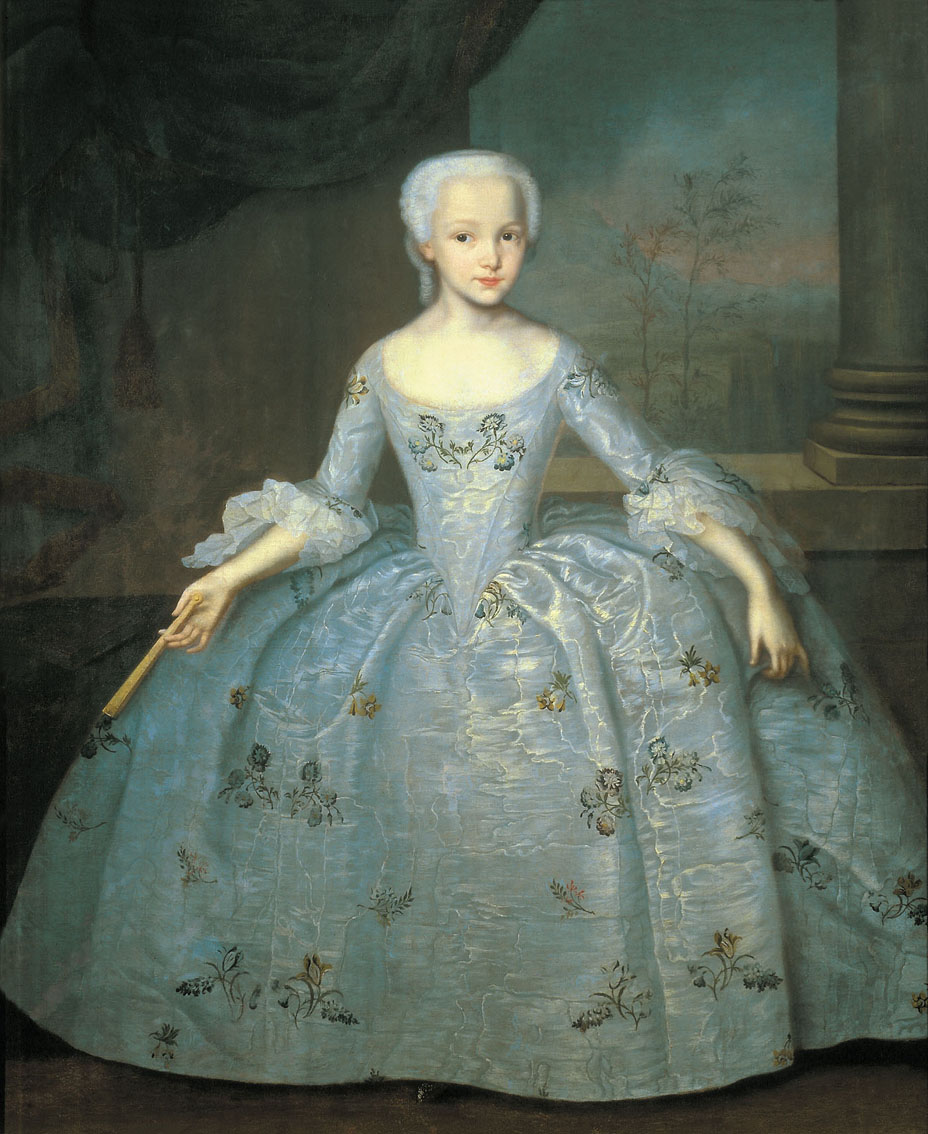
Портрет Сарры Элеоноры Фермор. 1749. Холст, масло. Государственный Русский музей, Санкт-Петербург
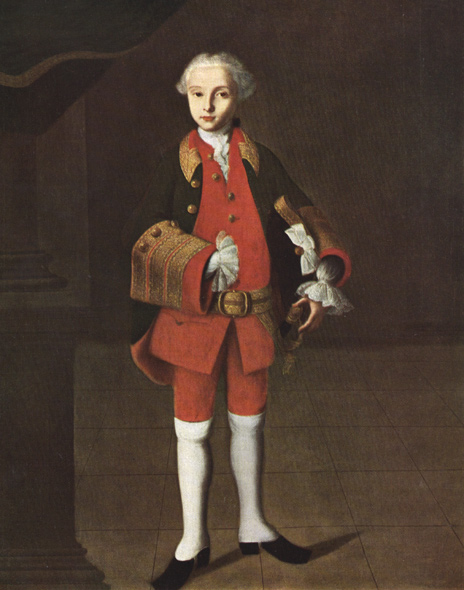
Портрет Вильгельма Георга Фермора. 1755. Холст, масло. Государственный Русский музей, Санкт-Петербург
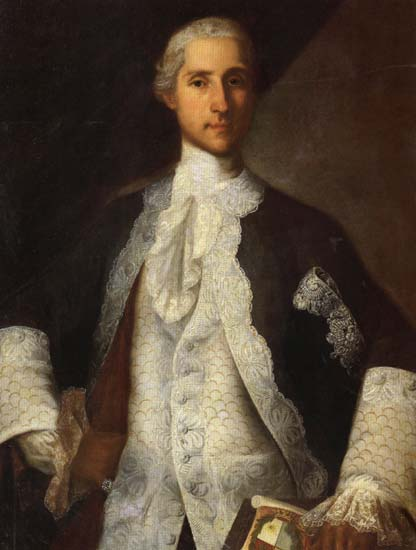
Портрет Николая Ивановича Тишинина. 1755. Холст, масло. Рыбинский историко-художественный музей
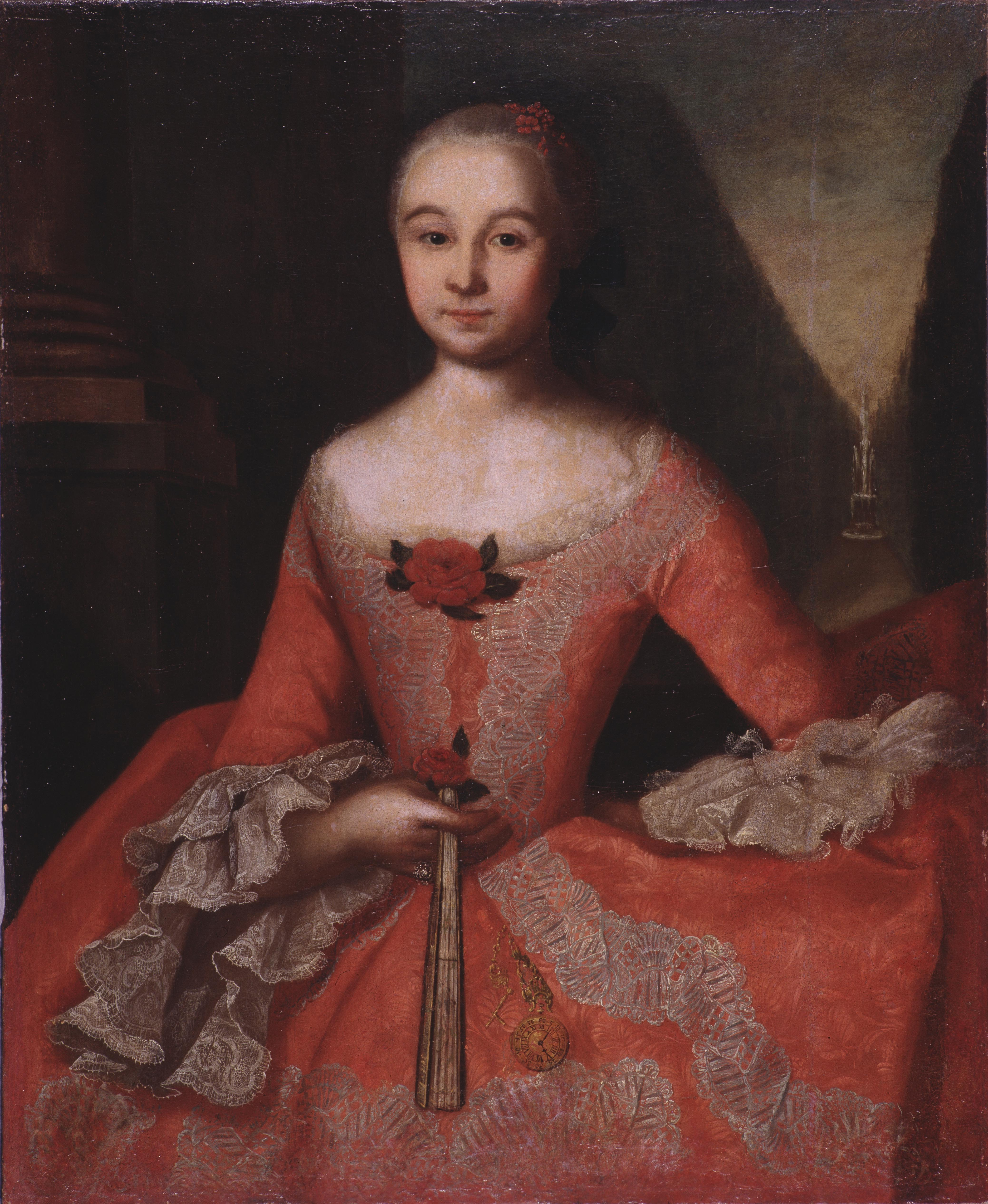
Портрет Ксении Ивановны Тишининой. 1755. Холст, масло. Рыбинский историко-художественный музей
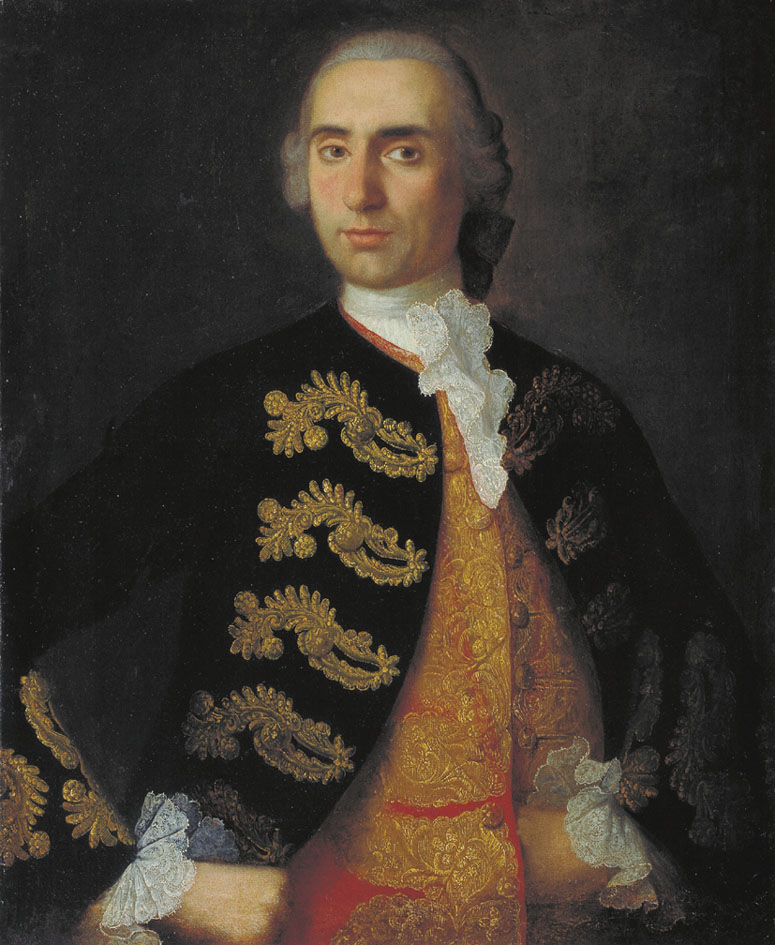
Портрет Ивана Николаевича Коцарева (1715–1759), правителя комнатной конторы великого князя Петра Фёдоровича. Между 1757 и 1759. Холст, масло. Национальный художественный музей Республики Беларусь